# Simulium meigeni
Simulium meigeni is een muggensoort uit de familie van de kriebelmuggen (Simuliidae). De wetenschappelijke naam van de soort is voor het eerst geldig gepubliceerd in 1965 door Rubtsov & Carlsson.